# 熊辉
熊辉（1972年5月—），男，汉族，江西南昌人，中国计算机科学家，主要研究数据挖掘、大數據、商务智能、互联网证券和信息安全。美国罗格斯大学终身教授，中国科学技术大学大师讲席教授。现任香港科技大学（广州）协理副校长（知识转移）、人工智能学域主任、讲座教授。

## 学历
1995年毕业于中国科学技术大学自动化系，获工学学士学位。2000年毕业于新加坡国立大学计算机科学专业，获硕士学位。2005年毕业于美国明尼苏达大学，获计算机专业博士学位和统计专业辅修博士学位。

## 工作经历
1995年至1998年，在依必安派特集团（深圳）工作。博士毕业后在罗格斯大学工作。2009年成为罗格斯大学副教授。2014年成为罗格斯大学正教授。2016年成为罗格斯大学科研正教授。2018年1月，加盟百度研究院商业智能实验室。2021年8月，加盟香港科技大学（广州），历任人工智能学域主任、协理副校长（知识转移）。

## 专业服务
熊辉教授是GIS百科全书共同主编，IEEE大数据期刊(TBD)副主编，ACM TKDD期刊和ACM信息管理系统（TMIS）期刊副主编。熊辉教授于2018年任ACM知识发现和数据挖掘特别兴趣组（SIGKDD）会议科研方向主席，于2013年及2015年任IEEE数据挖掘国际会议（ICDM）主席。于2012年任SIGKDD会议工业和政府方向共同主席。

## 荣誉
2007年获得罗格斯商学院优秀青年教学奖。2014年当选计算机协会杰出科学家。2019年11月当选IEEE Fellow。

## 出版物
- "Encyclopedia of GIS"[14]
- "Hyperclique pattern discovery: Algorithms and applications"[15]
- "Clustering and Information Retrieval"[16]

## 媒体采访
- "The Economist, Crime prevention Cutpurse capers"[17]
- "The Ethics Of Big Data"[18]

## 毕业学生去向
熊辉教授的16位已毕业博士生中，有10位已在主流科研大学中取得终身教职职位，例如亚利桑那大学， 石溪大学， 乔治梅森大学， 中佛罗里达大学， 香港城市大学， ESCP欧洲高等商学院巴黎校区， 田纳西大学诺克斯维尔分校